# Polytelis
Polytelis és un gènere d'ocells de la família dels psitacúlids (Psittaculidae). És endèmic d'Austràlia.

## Descripció
Són lloros elegants i de mida mitjana amb una cua graduada molt llarga i forta i ales llargues i estretes que donen una silueta de vol "alineada"; dimorfisme sexual de lleu a pronunciat, els juvenils són de tons més apagats.

## Distribució i hàbitat
Habita en boscos oberts, de ribera, garrigues àrides; es mouen en parelles o grups petits, de vegades s'agrupen a on hi ha la font d'aliment; s'alimenten tant a dalt dels arbres com a terra; fan moviments estacionals o nòmades. El vol és ràpid i directe i les espècies es substitueixen geogràficament.

## Taxonomia
Segons la Classificació del Congrés Ornitològic Internacional (versió 14.2, 2024) aquest gènere està format per tres espècies:
- cotorra superba (Polytelis swainsonii).
- cotorra regent (Polytelis anthopeplus).
- cotorra d'Alexandra (Polytelis alexandrae).